# Штекер, Карел
Карел Штекер (чеш. Karel Stecker, нем. Karl Stecker; 2 февраля 1861, Космоноси — 13 марта 1918, Млада-Болеслав) — один из ведущих чешских музыкальных теоретиков начала XX века, композитор, органист, музыкальный педагог. Брат путешественника Антонина Штекера.

## Биография
Изучал философию в Карловом университете у Отакара Гостинского и одновременно орган и теорию музыки в Пражской школе органистов у Франтишека Скугерского. В 1885—1892 гг. регент хора в пражской церкви Святой Урсулы.
Преимущественно известен как многолетний (с 1889 г.) преподаватель композиции, контрапункта и органа в Пражской консерватории, музыкант, учениками которого были многие ведущие мастера чешской музыки первой половины XX века — Витезслав Новак, Йозеф Сук, Богуслав Мартину, Отакар Еремиаш, Отакар Зих и др., — в некоторых случаях испытывавшие сложности во взаимопонимании с консервативным наставником.
Как теоретик выступал заметным оппонентом Хуго Римана. Опубликовал двухтомную «Всеобщую историю музыки» (чеш. Všeobecný dějepis hudby; 1892, несколько переизданий). В 1907—1919 гг. вместе с Карелом Хофмайстером редактировал газету «Музыкальное обозрение» (чеш. Hudební revue).
Штекеру принадлежит ряд органных и хоровых сочинений, преимущественно церковных.